# Antonio Favaro
Antonio Favaro (n. 21 mai 1847 la Padova - d. 30 septembrie 1922 la Padova) a fost un istoric al științelor din Italia.
A studiat la Padova, Torino, Zürich.
În 1872 preia funcția de profesor de matematică la Universitatea din Padova.
Începând cu 1878 este colaborator la Bollentino Boncompagni, în care și-a publicat cercetările realizate în legătură cu istoria matematicii.
În 1879 primește din partea Academiei de Științe misiunea de a edita operele lui Galileo Galilei și astfel, la Florența în 1893, apare lucrarea Galileo Galilei e lo studio di Padova.

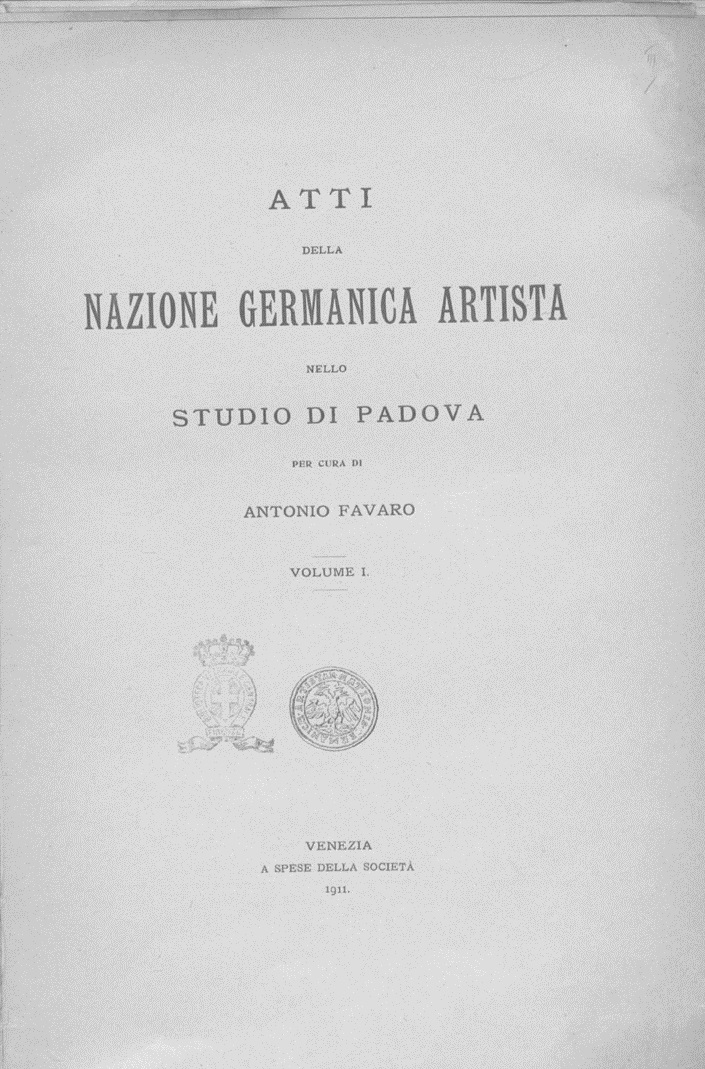
Atti della nazione Germanica artista, nello Studio di Padova, 1911

1. ↑  „Antonio Favaro”, Gemeinsame Normdatei, accesat în 5 mai 2014
2. 1 2  Autoritatea BnF, accesat în 10 octombrie 2015
3. ↑  Autoritatea BnF, accesat în 10 octombrie 2015
4. ↑  Czech National Authority Database, accesat în 1 martie 2022